# Мормуль, Анна Андреевна
Анна Андреевна Мормуль (1911, село Грюнталь, Таганрогский округ, Область Войска Донского, Российская империя — неизвестно, село Мичурино, Тельмановский район, Донецкая область) — звеньевая колхоза имени Тельмана Тельмановского района Сталинской области, Украинская ССР. Герой Социалистического Труда (1950).

## Биография
Родилась в 1911 году в крестьянской семье в селе Грюнталь (Гринталь, с 1945 года — Мичурино) Таганрогского округа. С раннего возраста трудилась в сельском хозяйстве. В послевоенные годы — звеньевая полеводческого звена колхоза имени Тельмана Тельмановского района с центральной усадьбой в селе Мичурино.
В 1949 году звено под её руководством собрало в среднем с каждого гектара по 25 центнеров подсолнечника на участке площадью 10,6 гектара.
Указом Президиума Верховного Совета СССР от 2 июня 1950 года удостоена звания Героя Социалистического Труда за «получение высоких урожаев пшеницы и подсолнечника при выполнении колхозом обязательных поставок и контрактации по всем видам сельскохозяйственной продукции, натуроплаты за работу МТС в 1949 году и обеспеченности семенами всех культур для полной потребности для весеннего сева в 1950 году» с вручением ордена Ленина и золотой медали «Серп и Молот» (№ 5036).
Этим же указом званием Героя Социалистического Труда были награждены председатель колхоза имени Тельмана Иван Феофанович Буц, звеньевые Мария Георгиевна Бондарева, Анастасия Васильевна Голодухина, Ксения Григорьевна Гончарова, Матрёна Степановна Потапова, Прасковья Ивановна Проценко, Ольга Петровна Федоренко и Мария Григорьевна Федорюк.
За выдающиеся трудовые достижения по итогам работы в 1957 году награждена Орденом Трудового Красного Знамени.
После выхода на пенсию проживала в родном селе Мичурино Тельмановского района. С 1968 года — персональный пенсионер союзного значения. Дата смерти не установлена.
Награды
- Герой Социалистического Труда
- Орден Ленина
- Орден Трудового Красного Знамени (26.02.1958)